# Sigmodon leucotis
Sigmodon leucotis es una especie de roedor de la familia Cricetidae.

## Distribución geográfica
Se encuentra sólo en México, desde el suroeste de Chihuahua y el sur de Nuevo León hasta el centro de Oaxaca.